# 上海瑞金国际学校
上海瑞金国际学校（Shanghai Rego International School  ）是位于中华人民共和国上海市闵行区的一所已停業的私立國際學校。学校按照英國國家課綱制定課程。
2012年，學校高層表示已無法按時向教师支付工资，加上非教務職工已無法領到薪水，学校因而关闭。 政府表示，当学校的土地租期于2013年到期时他們将不會與學校续签。政府打算在當地創辦一所新的公立学校。 學校的勞資纠纷一直持续到2014年。 